# Sənan Süleymanov
Sənan Süleymanov –también escrito como Sanan Suleymanov– (15 de diciembre de 1996) es un deportista azerbaiyano que compite en lucha grecorromana.
Ganó dos medallas de plata en el Campeonato Mundial de Lucha, en los años 2021 y 2023, y tres medallas en el Campeonato Europeo de Lucha entre los años 2020 y 2022.

## Palmarés internacional
| Campeonato Mundial | Campeonato Mundial | Campeonato Mundial | Campeonato Mundial |
| Año                | Lugar              | Medalla            | Categoría          |
| ------------------ | ------------------ | ------------------ | ------------------ |
| 2021               | Oslo (Noruega)     | Medalla de plata   | 77 kg              |
| 2023               | Belgrado (Serbia)  | Medalla de plata   | 77 kg              |
| Campeonato Europeo |                    |                    |                    |
| Año                | Lugar              | Medalla            | Categoría          |
| 2020               | Roma (Italia)      | Medalla de oro     | 77 kg              |
| 2021               | Varsovia (Polonia) | Medalla de bronce  | 77 kg              |
| 2022               | Budapest (Hungría) | Medalla de bronce  | 77 kg              |